# École de guerre économique
École de guerre économique (pl. Szkoła Wojny Ekonomicznej/ Szkoła Wojny Gospodarczej) – francuska uczelnia z siedzibą w Paryżu skupiona na wywiadzie konkurencyjnym i gospodarczym.

## Historia
Uczelnia została utworzona w październiku 1997 przez generała Jeana Pichota-Duclosa, byłego szefa Centrum Szkoleniowego Wywiadu Armii Francuskiej i dyrektora operacyjnego ds. wywiadu konkurencyjnego w grupie DCI (Défense Conseil International) Christiana Harbulota. Szkoła Wojny Ekonomicznej oferuje programy MBA specjalizujące się w wywiadzie konkurencyjnym i strategii dla studentów, którzy ukończyli prestiżowe szkoły i uniwersytety. Oferuje również roczny program zawodowy dla menedżerów wyższego szczebla.